# Fort Wayne FC
El Fort Wayne FC es un equipo de fútbol de Estados Unidos que juega en la USL League Two, la cuarta división nacional.

## Historia
Fue fundado el 9 de septiembre de 2019 en la ciudad de Fort Wayne, Indiana por un grupo de empresarios encabezado por el ex-seleccionado DaMarcus Beasley con el fin de desarrollar jugadores. En 2019 el club solicitó unirse a la National Premier Soccer League (NPSL) como equipo de expansión para la temporada 2020. El anunció se hizo público en septiembre de 2019, en la que el alcalde de Fort Wayne Tom Henry presentó el club y el presidente del club el Dr. Erik Magner presentó a Greg Mauch como gerente general. En diciembre de 2019 el club anunció a Nick Potter y Russ Lawson como entrenadores asistentes.
En enero de 2020 el club presentó a Jeff Richey como entrenador de porteros. Dos semanas después el FWFC presentó a Mike Avery como el primer entrenador en la historia del equipo.
En marzo de 2020 la NPSL anunció la cancelación de la temporada de verano de 2020 por la pandemia de Covid-19.
En octubre de 2020 la USL League Two anunció que Fort Wayne FC jugaría en la liga en las temporadas de 2021 y 2022. El anuncio fue confirmado por DaMarcus Beasley, quien es uno de los copropietarios del club. El club tiene planeado unirse a la USL League One en 2023.
En 9 de mayo de 2021 el club juega su primer partido oficial, el cual fue una derrota por 0-3 ante Oakland County FC.Dos semanas después juega su primer partido de local y fue una derrota por 1-2 ante Toledo Villa FC, y el primer mgol en la historia del club lo anotó el delantero Noé García ante 2700 espectadores. Ese mismo día jugaron su primer partido amistoso y fue la primera victoria del equipo, con marcador de 1-0 ante Erie Commodores FC, el gol lo anotó el delantero Max Amoako.
En junio de 2021 el club gana su primer partido en la USL League Two, y el primero de visitante 3-1 ante Toledo Villa FC con goles de Pep Casas, Joe Kouadio y Breno Boccoli. A finales de junio el club juega su primer partido amistoso internacional, ante el equipo juvenil de Chivas Guadalajara.

## Temporadas
| Año  | División | Liga | Temporada Regular (G–E–P) | Playoffs     | US Open Cup |
| ---- | -------- | ---- | ------------------------- | ------------ | ----------- |
| 2021 | 4        | USL2 | 8.º, Great Lakes (1–8–5)  | No clasificó | Inelegible  |